# Нова Весь (гміна Хростково)
Нова Весь (пол. Nowa Wieś) — село в Польщі, у гміні Хростково Ліпновського повіту Куявсько-Поморського воєводства.
Населення — 273 особи (2011).
У 1975-1998 роках село належало до Влоцлавського воєводства.

## Демографія
Демографічна структура станом на 31 березня 2011 року:
|          | Загалом | Допрацездатний вік | Працездатний вік | Постпрацездатний вік |
| -------- | ------- | ------------------ | ---------------- | -------------------- |
| Чоловіки | 142     | 29                 | 100              | 13                   |
| Жінки    | 131     | 30                 | 67               | 34                   |
| Разом    | 273     | 59                 | 167              | 47                   |